# Fußballspiel FC Barcelona – FC Bayern München am 14. August 2020
Beim Fußballspiel FC Barcelona – FC Bayern München am 14. August 2020 handelte es sich um das dritte Viertelfinalspiel der UEFA Champions League 2019/20. Es wurde wie alle Spiele des Finalturniers der wegen der COVID-19-Pandemie unterbrochenen Spielzeit im K.-o.-Modus in einem Spiel im Sommer durchgeführt. Ursprünglich hätte die Begegnung in der ersten Aprilhälfte und wie sonst bis zum Halbfinale üblich mit Hin- und Rückspiel stattfinden sollen. Die Mannschaften trafen nun an einem Freitag aufeinander, an einem für den Wettbewerb ungewöhnlichen Wochentag. Das Spiel wurde im Estádio da Luz in der portugiesischen Hauptstadt Lissabon ausgetragen.
Der FC Bayern München gewann deutlich mit 8:2. Im Rahmen der Begegnung wurden diverse Rekorde gebrochen und die Partie unter anderem als „historisch“, „Jahrhundertsieg“ und „Jahrhundertspiel“ bezeichnet. Der FC Barcelona erlitt dabei die höchste Niederlage seit 69 Jahren, die Süddeutsche Zeitung bezeichnete die Partie aus Sicht des FC Barcelona als „die schlimmste Pleite der Klubgeschichte“. Auch die spanische Tageszeitung El Mundo befand es als das „peinlichste Barcelona der Geschichte“.

## Hintergrund

### COVID-19-Pandemie

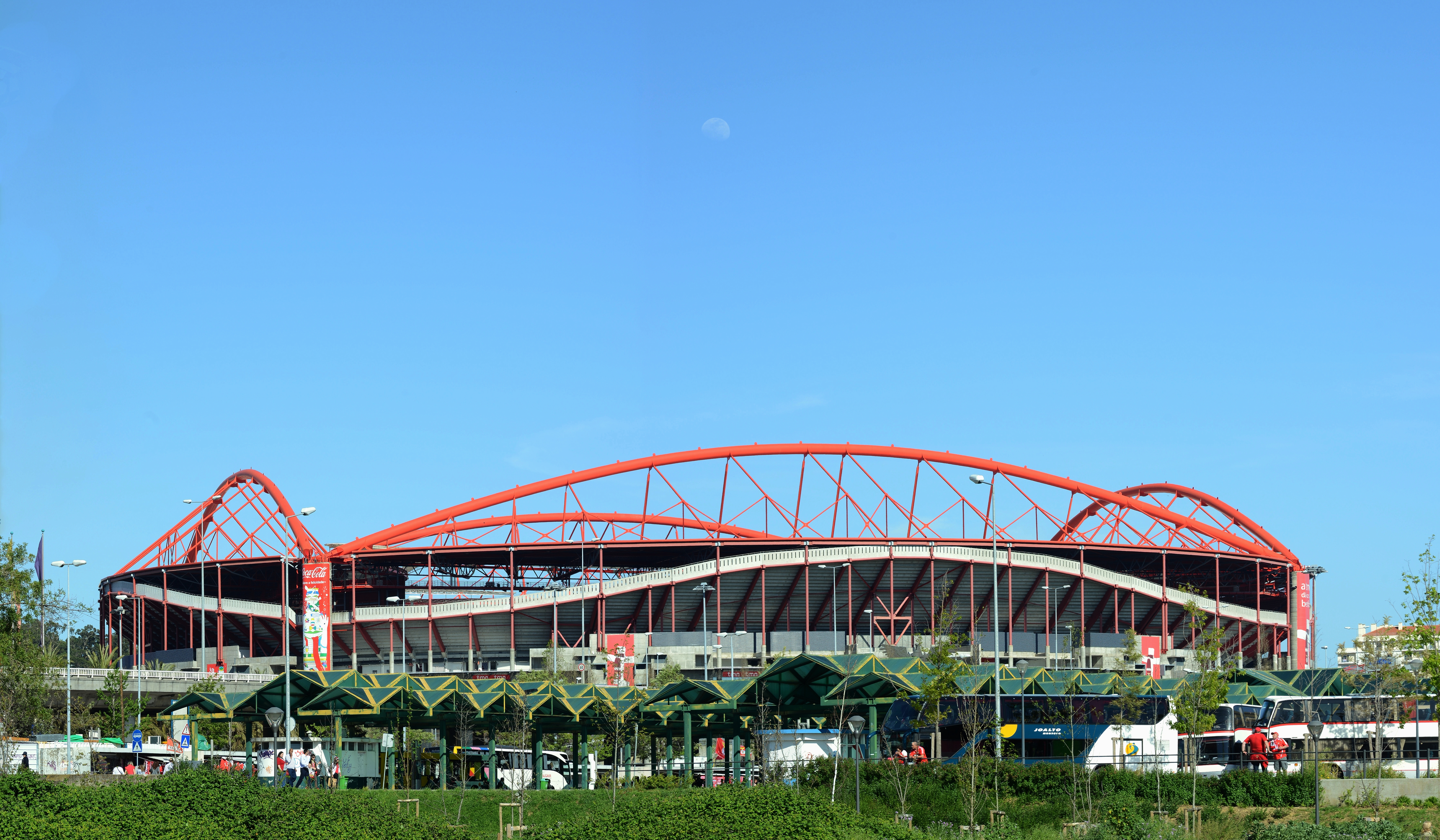
Der Austragungsort, das Estádio da Luz in Lissabon (2013)

Aufgrund der COVID-19-Pandemie wurde die UEFA Champions League nach knapp fünfmonatiger Unterbrechung (letzte Spiele am 11. März) mit den fehlenden Rückspielen des Achtelfinals (7. und 8. August) sowie auf neutralen Platz mit einem Finalturnier in Lissabon (12. bis 23. August) fortgeführt. Die dortigen Spielorte waren das Estádio da Luz und das Estádio José Alvalade. Das Endspiel fand im Estádio da Luz statt.
Alle Spiele nach der Unterbrechung fanden unter Ausschluss von Zuschauern als Geisterspiel statt, zudem wurden die Partien des Finalturniers in einem Spiel entschieden.

### Der Weg ins Viertelfinale
Anmerkung: Die Ergebnisse sind jeweils aus Sicht der beiden Kontrahenten angegeben.
| Pl. | Verein            | Sp. | S | U | N | Tore    | Diff. | Punkte |
| --- | ----------------- | --- | - | - | - | ------- | ----- | ------ |
| 1.  | FC Barcelona      | 6   | 4 | 2 | 0 | 009:400 | +5    | 14     |
| 2.  | Borussia Dortmund | 6   | 3 | 1 | 2 | 008:800 | ±0    | 10     |
| 3.  | Inter Mailand     | 6   | 2 | 1 | 3 | 010:900 | +1    | 07     |
| 4.  | Slavia Prag       | 6   | 0 | 2 | 4 | 004:100 | −6    | 02     |

| Pl. | Verein                 | Sp. | S | U | N | Tore    | Diff. | Punkte |
| --- | ---------------------- | --- | - | - | - | ------- | ----- | ------ |
| 1.  | FC Bayern München      | 6   | 6 | 0 | 0 | 024:500 | +19   | 18     |
| 2.  | Tottenham Hotspur      | 6   | 3 | 1 | 2 | 018:140 | +4    | 10     |
| 3.  | Olympiakos Piräus      | 6   | 1 | 1 | 4 | 008:140 | −6    | 04     |
| 4.  | FK Roter Stern Belgrad | 6   | 1 | 0 | 5 | 003:200 | −17   | 03     |

## Spielverlauf
Bayern München erzielte in der ersten Halbzeit vier Treffer und legte in der zweiten Halbzeit ein weiteres Quartett nach. Ein Eigentor von David Alaba und ein Tor von Luis Suarez führten zu den beiden Treffern des FC Barcelona.
In der vierten Minute der ersten Halbzeit brachte Thomas Müller den FC Bayern München in Führung, ohne dass die Abwehr von Barcelona ihn stoppen konnte. Alaba lenkte jedoch kurz darauf eine Flanke von Jordi Alba ins eigene Netz (7.). Anschließend vergab Barcelona zwei Großchancen: Suarez’ Torschuss wurde von Manuel Neuer abgewehrt (9.), Lionel Messi traf nur den Pfosten (10.).
Nach einem Fehlpass von Sergio Busquets konnte Ivan Perišić in der 22. Minute eine Vorlage von Serge Gnabry im spanischen Tor versenken. Gnabry selbst traf in der 28. Minute nach einer Hereingabe von Leon Goretzka. Nur drei Minuten später erzielte Müller nach einer Flanke von Joshua Kimmich das vierte Tor für den FC Bayern München.
Nach der Pause verkürzte Suarez in der 57. Minute auf 4:2. In der 61. Minute sah der auf der Bank sitzende Hasan Salihamidžić, Sportvorstand des FC Bayern, die Gelbe Karte, als er sich über die Entscheidung des Schiedsrichters, für Barcelona nach einem Foulspiel einen Freistoß zu geben, empörte. Kurz darauf traf Joshua Kimmich nach Vorlage von Alphonso Davies zum 5:2 (63.).
In den letzten zehn Minuten der Partie trafen die Münchner weitere drei Mal. Robert Lewandowski erzielte in der 82. Minute seinen 14. Treffer in der laufenden Saison der Champions League mit einem Kopfball aus kurzer Distanz nach einer Flanke von Philippe Coutinho. Coutinho, der für die Saison 2019/20 vom FC Barcelona an den FC Bayern München ausgeliehen wurde, schoss die letzten beiden Tore der Partie. Zunächst traf er mit einem Rechtsschuss aus der Mitte des Strafraums in die linke untere Ecke nach einem Pass von Müller in der 85. Minute und setzte in der 89. Minute nach einer Kopfballvorlage von Lucas Hernández mit einem Linksschuss aus nächster Nähe ins selbe Eck den Schlusspunkt.

## Spieldaten
| FC Barcelona                                                       | FC Barcelona | FC Bayern München | FC Bayern München |
| ------------------------------------------------------------------ | --- | --- | ----------------- |
| FC Barcelona                                                       | \| Viertelfinale, K.-o.-Spiel \| \| Freitag, 14. August 2020 um 21:00 Uhr in Lissabon (Estádio da Luz) \| \| Ergebnis: 2:8 (1:4) \| \| Zuschauer: Geisterspiel \| \| Schiedsrichter: Damir Skomina ( Slowenien) \| \| Spielbericht \|             | \| Viertelfinale, K.-o.-Spiel \| \| Freitag, 14. August 2020 um 21:00 Uhr in Lissabon (Estádio da Luz) \| \| Ergebnis: 2:8 (1:4) \| \| Zuschauer: Geisterspiel \| \| Schiedsrichter: Damir Skomina ( Slowenien) \| \| Spielbericht \|                                                                     | FC Bayern München |
| FC Barcelona                                                       | Marc-André ter Stegen – Nélson Semedo, Gerard Piqué, Clément Lenglet, Jordi Alba – Sergi Roberto (46. Antoine Griezmann), Sergio Busquets (70. Ansu Fati), Frenkie de Jong – Arturo Vidal – Lionel Messi , Luis Suárez Cheftrainer: Quique Setién | Manuel Neuer – Joshua Kimmich, Jérôme Boateng (76. Niklas Süle), David Alaba, Alphonso Davies (84. Lucas Hernández) – Thiago, Leon Goretzka (84. Corentin Tolisso) – Serge Gnabry (75. Philippe Coutinho), Thomas Müller, Ivan Perišić (67. Kingsley Coman) – Robert Lewandowski Cheftrainer: Hansi Flick | FC Bayern München |
| FC Barcelona                                                       | 1:1 Alaba (7., Eigentor) 2:4 Suárez (57.) | 0:1 Müller (4.) 1:2 Perišić (22.) 1:3 Gnabry (28.) 1:4 Müller (31.) 2:5 Kimmich (63.) 2:6 Lewandowski (82.) 2:7 Coutinho (85.) 2:8 Coutinho (89.) | FC Bayern München |
| FC Barcelona                                                       | Suárez (54.), Alba (60.), Vidal (90.+2) | Boateng (42.), Davies (52.), Salihamidžić (61., Sportvorstand, auf der Bank), Kimmich (85.) | FC Bayern München |
| FC Barcelona                                                       | Spieler des Spiels: Thomas Müller (FC Bayern München) | | FC Bayern München |
| Viertelfinale, K.-o.-Spiel                                         | | |                   |
| Freitag, 14. August 2020 um 21:00 Uhr in Lissabon (Estádio da Luz) | | |                   |
| Ergebnis: 2:8 (1:4)                                                | | |                   |
| Zuschauer: Geisterspiel                                            | | |                   |
| Schiedsrichter: Damir Skomina ( Slowenien)                         | | |                   |
| Spielbericht                                                       | | |                   |

## Übertragung
Das Spiel war nicht im frei empfangbaren Fernsehen zu sehen. Die TV-Übertragung übernahm in Deutschland der Bezahlsender Sky, Kommentator war Wolff-Christoph Fuss. In der werberelevanten Zielgruppe (14- bis 49-Jährige) erreichte der Sender mit einem Anteil von im Schnitt 11,6 % den ersten Platz in der Zuschauergunst; insgesamt sahen 1,53 Millionen Menschen das Spiel bei Sky.
Mehrere Radiosender übertrugen live in Ausschnitten. Der Sender B5 aktuell des Bayerischen Rundfunks übertrug das Spiel in voller Länge, die Kommentatoren waren Edgar Endres und Philipp Eger.

## Reaktionen
In der deutschen Öffentlichkeit wurden bereits während der Übertragung des Spiels in Fernsehen und Radio durch die Kommentatoren Vergleiche zum 7:1 der deutschen Nationalmannschaft gegen Brasilien bei der WM 2014 gezogen. Bayern-Spieler Thomas Müller, der auch beim deutschen 7:1 spielte, sagte auf Nachfrage, dass „wir es damals nicht so unter Kontrolle hatten.“ Im kicker wurde das Spiel als „historisch“ bezeichnet. Die Bayern hätten ein „Hammer-Signal an Europa“ gesendet.
In der spanischen Presse wurde geschrieben, dass Bayern München den FC Barcelona „beerdigt“ oder „gedemütigt“ habe. Die spanische Sportzeitung Marca schrieb von einer „historischen Demütigung“. In Spanien wurde allgemein der Fokus auf die schlechte Leistung des FC Barcelona und insbesondere auf die Folgen der Kaderzusammensetzung gelegt. So lag der Altersdurchschnitt der Mannschaft beim Spiel gegen den FC Bayern München bei fast 30 Jahren. Die Tageszeitung El Mundo befand sie als das „peinlichste Barcelona der Geschichte“.
Auch die französische L’Équipe schrieb, dass der FC Bayern München den Gegner FC Barcelona „gedemütigt“ habe.

## Aufgestellte Rekorde

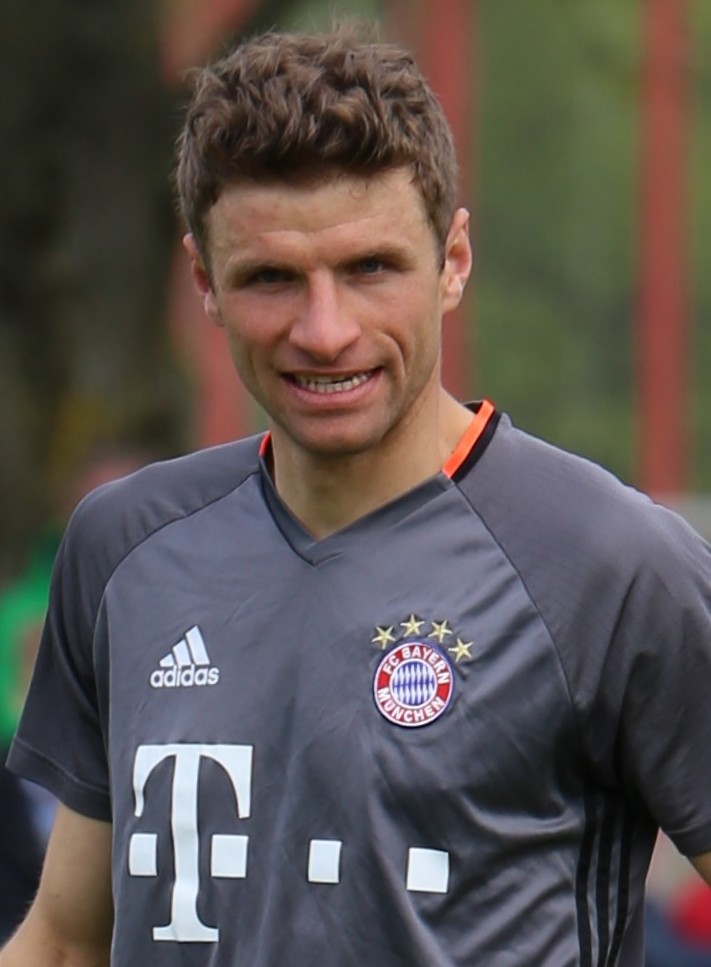
Thomas Müller (2017) wurde als Spieler des Spiels ausgezeichnet und stellte zwei Rekorde auf

- Der FC Bayern München schoss als erste Mannschaft in einem K.-o.-Spiel der UEFA Champions League acht Tore. Überhaupt gelang dies im Wettbewerb nur viermal in der Gruppenphase, nämlich AS Monaco 2003 gegen Deportivo La Coruña (8:3), FC Liverpool 2007 gegen Beşiktaş Istanbul (8:0), Real Madrid 2015 gegen Malmö FF (8:0) und Borussia Dortmund 2016 gegen Legia Warschau (8:4).[21]
- Mit zehn Toren war es das bis dahin torreichste K.-o.-Spiel der UEFA Champions League.[21][22]
- Der FC Barcelona erhielt mit acht Gegentreffern die meisten Gegentore in einem Europapokalspiel. In den 551 vorherigen Europapokalspielen kassierten die Katalanen maximal sechs Tore.[21]
- Der FC Barcelona musste erstmals vier Gegentore in der ersten Halbzeit hinnehmen.[21]
- Es fielen die schnellsten vier Gegentore in der Geschichte des Wettbewerbs (in den ersten 31 Minuten).[23]
- Thomas Müller erzielte nun mehr Tore als jeder andere Spieler zuvor in der Champions League gegen den FC Barcelona (sechs Tore in fünf Spielen).[23]
- Thomas Müller wurde mit seinem 113. Spiel in der Champions League alleiniger deutscher Rekordspieler (vor Philipp Lahm, 112 Spiele).[24][25]

## Weitere Entwicklung
Infolge einer im Verein als unzureichend empfundenen sportlichen Entwicklung an deren Ende die 2:8-Niederlage stand, trennte sich der FC Barcelona am 17. August von Trainer Quique Setién, der erst im Januar seinen Posten angetreten hatte. Einen Tag darauf wurde auch der Vertrag von Éric Abidal als Direktor für den Fußball bei Barça beendet.
Der FC Bayern München zog am 19. August nach einem 3:0-Halbfinalsieg gegen Olympique Lyon ins Finale der Champions League ein. Mit einem 1:0 gegen den französischen Meister Paris Saint-Germain konnte am 23. August 2020 das Triple in der Saison 2019/20 gewonnen werden. Letztlich gelang als zweiter Verein nach dem FC Barcelona (2009) sogar das sog. Sextuple, das mit dem Gewinn der Klub-WM im Februar 2021 abgeschlossen wurde.
Die beiden Vereine trafen in der Champions-League-Saison 2021/22 in der Vorrunde erneut aufeinander. Die Münchner Bayern konnten beide Spiele mit je 3:0 für sich entscheiden, wobei Thomas Müller weitere zwei Tore erzielte (ein Tor pro Spiel). Der FC Barcelona schied damit erstmals seit 2000/01 wieder in der Vorrunde aus.

## Sonstiges
Durch den späteren Titelgewinn des FC Bayern München und damit auch von Philippe Coutinho, mussten an dessen vorherigen Verein FC Liverpool vom FC Barcelona fünf Millionen Euro als Bonus gezahlt werden, da diese Vertragsklausel an Erfolge des Spielers und nicht dessen Vereins gekoppelt war.